# Eyalet di Niš
L'eyalet di Niš (in turco Eyalet-i Niş) o pascialato di Niš fu un eyalet dell'Impero ottomano, nell'area attuale della Serbia meridionale e della Bulgaria occidentale. Esso venne costituito nel 1846 ed il suo centro amministrativo era a Niš. Il pascialato di Niš venne incorporato nel Vilayet del Danubio nel 1864.

## Storia
Nel 1861, Mithat Pascià venne posto a capo dell'Eyalet di Niš. Egli fu un riformatore influenzato da idee occidentali e pertanto il suo eyalet divenne capo di un movimento riformista all'interno dell'Impero ottomano, risolvendo velocemente problemi di comunicazioni e sicurezza, riuscendo a bloccare le incursioni di bande armate provenienti dalla Serbia. Secondo la sua biografia lodatoria stesa da suo figlio, "egli organizzò la gendarmeria locale, assicurò la raccolta pacifica delle tasse e mise fine a tutte le persecuzioni religiose."
Egli fondò scuole ed ospedali per i membri di tutti i gruppi religiosi presenti senza discriminazioni. Le riforme di Midhat ispirarono un vero e proprio rinnovamento del sistema ottomano, al punto che nel 1864 il consiglio del sultano decise che gli eyalet dovessero sostituiti da più grandi vilayet.
Il primo dei vilayet ad entrare in vigore fu proprio quello retto da Midhat Pascià e includeva l'ex eyalet di Niš oltre a gran parte dell'attuale Bulgaria e venne chiamato "vilayet del Danubio". Nei successivi tre anni, egli portò avanti una serie di lavori pubblici e fondò un giornale provinciale.

## Geografia antropica

### Suddivisioni amministrative
I sangiaccati dell'Eyalet di Nis a metà Ottocento erano:
1. Sangiaccato di Niš
2. Sangiaccato di Sofia
3. Sangiaccato di Samokov
4. Sangiaccato di Kjustendil